# Lars (voornaam)
Lars is een jongensnaam die vooral voorkomt in landen waar Germaanse talen worden gesproken. Lars is verwant aan de naam Laurens, en de meisjesnaam Laura.

## Oorsprong
De naam Lars is afgeleid van de Romeinse naam Laurentius, die 'uit de stad Laurentum' of 'gekroond met lauweren' betekent. In Romeinse bronnen vinden we Lars ook als Etruskische voornaam. Het is een Latijnse verbastering van Larth of Laris, twee veel voorkomende voornamen voor mannen in het oude Etrurië. De beroemdste drager van deze naam is wellicht Lars Porsenna, de machtige koning van Clusium. 

## Overzicht van naamdragers
- Lars (aartsbisschop), aartsbisschop van Uppsala
- Lars Ahlfors, Finse wiskundige
- Lars Bak, Deense wielrenner
- Lars Bender, Duitse voetballer
- Lars Berger, Noorse biatleet en langlaufer
- Lars Bohinen, Noorse voetballer
- Lars Boom (auteur), Nederlandse scenarioschrijver, auteur en acteur
- Lars Boom (wielrenner), Nederlandse veldrijder en wegwielrenner
- Lars Burgsmüller, Duitse tennisser
- Lars Bystøl, Noorse schansspringer
- Lars Elgersma, Nederlandse langebaanschaatser
- Lars Emil Johansen, tweede premier van Groenland
- Lars Erstrand, Zweedse vibrafonist
- Lars Frederiksen, Amerikaanse muzikant
- Lars Frölander, Zweedse zwemmer
- Lars Høgh, Deens voetballer
- Lars Hörmander, Zweedse wiskundige
- Lars Hoogenboom, Nederlandse marathonschaatser
- Lars Hutten, Nederlandse voetballer
- Lars Jacobsen, Deense voetballer
- Lars Jönsson, Zweeds filmproducent
- Lars Jönsson, Zweeds tennisser
- Lars Karlsson, Zweedse schaker
- Lars Korvald, Noorse politicus
- Lars Kramer,
- Lars Lagerbäck, Zweedse voetbaltrainer
- Lars Johann Yngve Lannerbäck (Yngwie Malmsteen), Zweedse muzikant
- Lars Lambooij, Nederlandse voetballer
- Lars Leijonborg, Zweedse politicus

- Lars Levi Læstadius, Zweedse dominee
- Lars Løkke Rasmussen, voormalig premier van Denemarken
- Lars Michaelsen, Deense wielrenner
- Lars Mikkelsen, Deense acteur
- Lars Norén, Zweedse toneelschrijver
- Lars Näsman, Finse voetballer
- Lars Olsen, Deense voetballer en voetbaltrainer
- Lars Onsager, Noors-Amerikaanse chemicus
- Lars Oostveen, Nederlandse acteur
- Lars Ootes, Nederlandse schaker
- Lars Paaske, Deense badmintonner
- Lars Petter Nordhaug, Noorse wielrenner en mountainbiker
- Lars Porsenna, koning van de Etruskische stad Clusium
- Lars Ricken, voormalige Duitse voetballer
- Lars Riedel, Duits discuswerper
- Lars Rosing, Deens-Groenlandse acteur
- Lars Saabye Christensen, Noorse schrijver
- Lars Sjösten, Zweedse componist en pianist
- Lars Spuybroek, Nederlandse architect en kunstenaar
- Lars Teutenberg, Duitse wielrenner
- Lars von Trier, Deense filmproducent
- Lars Ulrich, Deense drummer voor de band Metallica
- Lars Unnerstall, Duitse voetballer
- Lars Vilks, Zweedse kunstenaar
- Lars van Bambost, Vlaams gitarist en componist
- Lars van der Haar, Nederlandse wielrenner en veldrijder
- Lars Wallaeys, Belgische voetballer
- Lars Wouters van den Oudenweijer, Nederlandse klarinettist